# ミンカ・ケリー
ミンカ・ケリー（英語: Minka Dumont Dufay, 1980年6月24日 - ）は、アメリカ合衆国の女優。

## 来歴
アメリカ合衆国の西海岸にあるカリフォルニア州ロサンゼルスで、フランス系アメリカ人およびアイルランド系アメリカ人の家系にて生まれた。父親は、米国のロックバンドであるエアロスミスの元ギタリストのリック・ダフェイ、母親はラスベガスのショーダンサーのモーリン・ケリー、祖父は俳優のリチャード・ネイであった。父親と別れた後、母親と共にニューメキシコ州にあるアルバカーキへ移る。ケリーは、主にニューメキシコ州アルバカーキで育つ。高校を卒業後に故郷のロサンゼルスに戻り、医学系の学校で学んだ。その後卒業して外科専門看護師になり、外科専門看護師として病院で働きながら、複数のオーディションを受け、やがて女優デビューした。
NBCフットボールドラマシリーズ『Friday Night Lights』で、チアリーダーであるライラ・ギャリティ役でブレイクした。映画では、『(500)日のサマー』、『キングダム/見えざる敵』、『ザ・ルームメイト』などに出演した。
『ザ・ルームメイト』における演技で、2011年度のMTVムービー・アワードとティーン・チョイス・アワードにそれぞれノミネートされた。
アメリカ合衆国の『エスクァイア』誌で、2010年の世界における"最もセクシーな女性"に選ばれた。

## 私生活
2008年5月頃からデレク・ジーターと交際。2010年ころから結婚説も流れたが、2011年8月26日、ケリーの所属事務所が二人は破局したとアメリカのマスメディアに発表した。
2017年夏よりジェシー・ウィリアムズと交際していたが、2018年1月に破局した。
コメディアンのトレバー・ノアと交際していたが、2021年5月に破局が報じられた。
2022年11月以降、イマジン・ドラゴンズのボーカル、ダン・レイノルズとの交際が報じられた。

## フィルモグラフィー

### 映画
| 年   | 邦題/原題                                | 役名                   | 備考           |
| ---- | ---------------------------------------- | ---------------------- | -------------- |
| 2003 | Turbo-Charged Prelude                    | 少女                   |                |
| 2005 | Devil's Highway                          | リバー                 |                |
| 2006 | The Pumpkin Karver                       | タミー・ボイルズ       |                |
| 2006 | State's Evidence                         | 少女3                  |                |
| 2007 | キングダム/見えざる敵 The Kingdom        | ミス・ロス             |                |
| 2009 | (500)日のサマー (500) Days of Summer     | オータム               |                |
| 2011 | ザ・ルームメイト The Roommate            | サラ・マシューズ       |                |
| 2011 | ウソツキは結婚のはじまり Just Go with It | ジョアンナ・デイモン   |                |
| 2011 | Searching for Sonny                      | エデン・マーサー       |                |
| 2013 | 大統領の執事の涙 The Butler              | ジャクリーン・ケネディ |                |
| 2014 | The World Made Straight                  | デイナ                 |                |
| 2015 | パパ:ヘミングウェイの真実                | デビー・ハント         |                |
| 2015 | Away and Back                            | ジェニー・ニューサム   | テレビ映画     |
| 2017 | ネイキッド                               | キャリー               | クレジット無し |
| 2018 | サスペクト 薄氷の狂気                    | アンジー               |                |
| 2021 | ギャング・オブ・アメリカ Lansky          | モーリーン             |                |

### テレビ
| 年      | 邦題/原題                                     | 役名                                   | 備考                                                             |
| ------- | --------------------------------------------- | -------------------------------------- | ---------------------------------------------------------------- |
| 2004    | ドレイク&ジョシュ Drake & Josh                | ステイシー                             | 1エピソード                                                      |
| 2004    | Cracking Up                                   | モニカ                                 | 1エピソード                                                      |
| 2005    | 恋するマンハッタン What I Like About You      | リッキー                               | 3エピソード                                                      |
| 2005    | American Dreams                               | ボニー                                 | 1エピソード                                                      |
| 2006–09 | Friday Night Lights                           | ライラ・ギャリティ                     | シーズン1 - 3: メインキャスト シーズン4: ゲスト 52エピソード     |
| 2009    | Body Politic                                  | フランセスカ・"フランキー"・フォスター | 未放送                                                           |
| 2010–11 | Parenthood                                    | ギャビー                               | 9エピソード                                                      |
| 2010    | アントラージュ★オレたちのハリウッド Entourage | 本人                                   | 1エピソード                                                      |
| 2011    | 新チャーリーズ・エンジェル Charlie's Angels   | イブ・フレンチ                         | 主演 8エピソード                                                 |
| 2013–14 | ALMOST HUMAN/オールモスト・ヒューマン         | ヴァレリー・スタール                   | メインキャスト 13エピソード                                      |
| 2015    | Man Seeking Woman                             | ホイットニー                           | 1エピソード                                                      |
| 2016    | THE PATH/ザ・パス                             | ミランダ・フランク                     | 4エピソード                                                      |
| 2017    | ジェーン・ザ・ヴァージン                      | アビー・ホイットマン                   | 3エピソード                                                      |
| 2017    | BULL / ブル 法廷を操る男                      | カラ・クレイトン                       | S2E1「スキャンダルの作り方」                                     |
| 2018–21 | TITANS/タイタンズ                             | ドーン・グランジャー / ダヴ            | シーズン1：人カーリング シーズン2–3：メインキャスト 19エピソード |
| 2020    | ロボット・チキン                              | アリア・スターク、Mascot Judge         | 声の出演、193話「Petless M in: Cars Are Couches of the Road」    |
| 2022    | ユーフォリア/EUPHORIA                         | サマンサ                               | 4エピソード                                                      |

### ミュージックビデオ
| 年   | タイトル           | アーティスト         | 備考  |
| ---- | ------------------ | -------------------- | ----- |
| 2002 | She Hates Me       | パドル・オブ・マッド | [ 6 ] |
| 2012 | ワン・モア・ナイト | マルーン5            | [ 7 ] |

### ゲーム
| 年   | タイトル                                           | 役名   | 備考                   |
| ---- | -------------------------------------------------- | ------ | ---------------------- |
| 2018 | デトロイト ビカム ヒューマン Detroit: Become Human | ノース | 日本語吹替は恒松あゆみ |